# Exàrkhia
Exàrkhia (grec: Εξάρχεια) és un barri situat al centre de la capital grega, a tocar de l'edifici històric de la Universitat Politècnica Nacional d'Atenes. El barri és conegut per ser residència de nombrosos anarquistes grecs. Va rebre aquest nom per un comerciant anomenat Exarchos (en grec, Έξαρχος) que va obrir uns grans magatzems a la zona a finals del segle XIX. Exàrkhia limita amb el barri de Kolonaki a l'est, i pel carrer Patission, el carrer Panepistimiou i l'avinguda Alexandras.

## Descripció
A Exàrkhia es troben el Museu Arqueològic Nacional d'Atenes, la Universitat Politècnica Nacional d'Atenes i el turó de Strefi. La plaça principal consta d'una munió de bars i cafeteries, i al barri hi ha nombroses tendes d'informàtica situades principalment al carrer Stournari, també anomenat el «Silicon Valley grec». A Exàrkhia se situa un dels cinemes més antics d'Atenes, el «Vox», així com l'Edifici d'Apartaments Antonopoulos, conegut com l'«Edifici Blau» pel seu color inicial, un exemple típic de l'arquitectura moderna d'Atenes durant l'època d'entreguerres. A causa del caràcter polític i intel·lectual del barri, s'hi troben moltes llibreries, botigues de comerç just i supermercats de menjar ecològic. Exàrkhia també és coneguda per concentrar força botigues de còmics.

## Història i importància política
El barri d'Exàrkhia es va crear entre 1870 i 1880 en els límits de la ciutat i ha exercit un paper important en la vida social i política de Grècia. És on va tenir lloc la Revolta de la Politècnica d'Atenes de novembre de 1973. A Exàrkhia viuen molts intel·lectuals i artistes, i és una àrea on treballen molts grups socialistes, anarquistes i antifeixistes. Les comissaries de policia i altres símbols de l'autoritat i el capitalisme com els bancs, són sovint l'objectiu dels grups d'extrema esquerra. Es poden trobar nombrosos grafitis anticapitalistes al barri.
Exàrkhia és també un centre artístic on tenen lloc representacions teatrals i concerts al voltant de la plaça principal. Al desembre de 2008, l'assassinat de l'adolescent de quinze anys Alexandros Grigoropoulos per un policia a Exàrkhia va provocar revoltes a tota Grècia. El 2015, el llavors ministre de finances grec Ianis Varufakis va ser atacat per diverses persones amb passamuntanyes mentre estava menjant en un restaurant de la zona.

## Galeria d'imatges

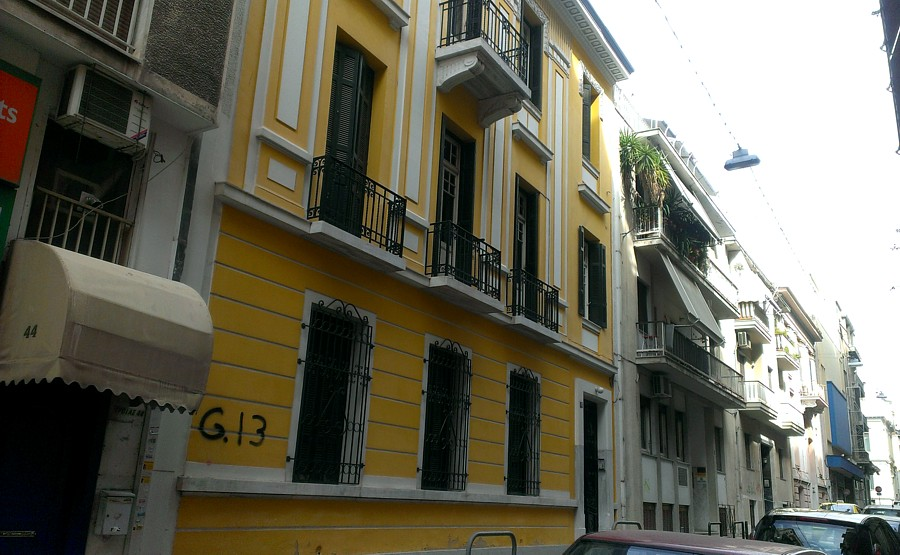
Vista d'un carrer del barri
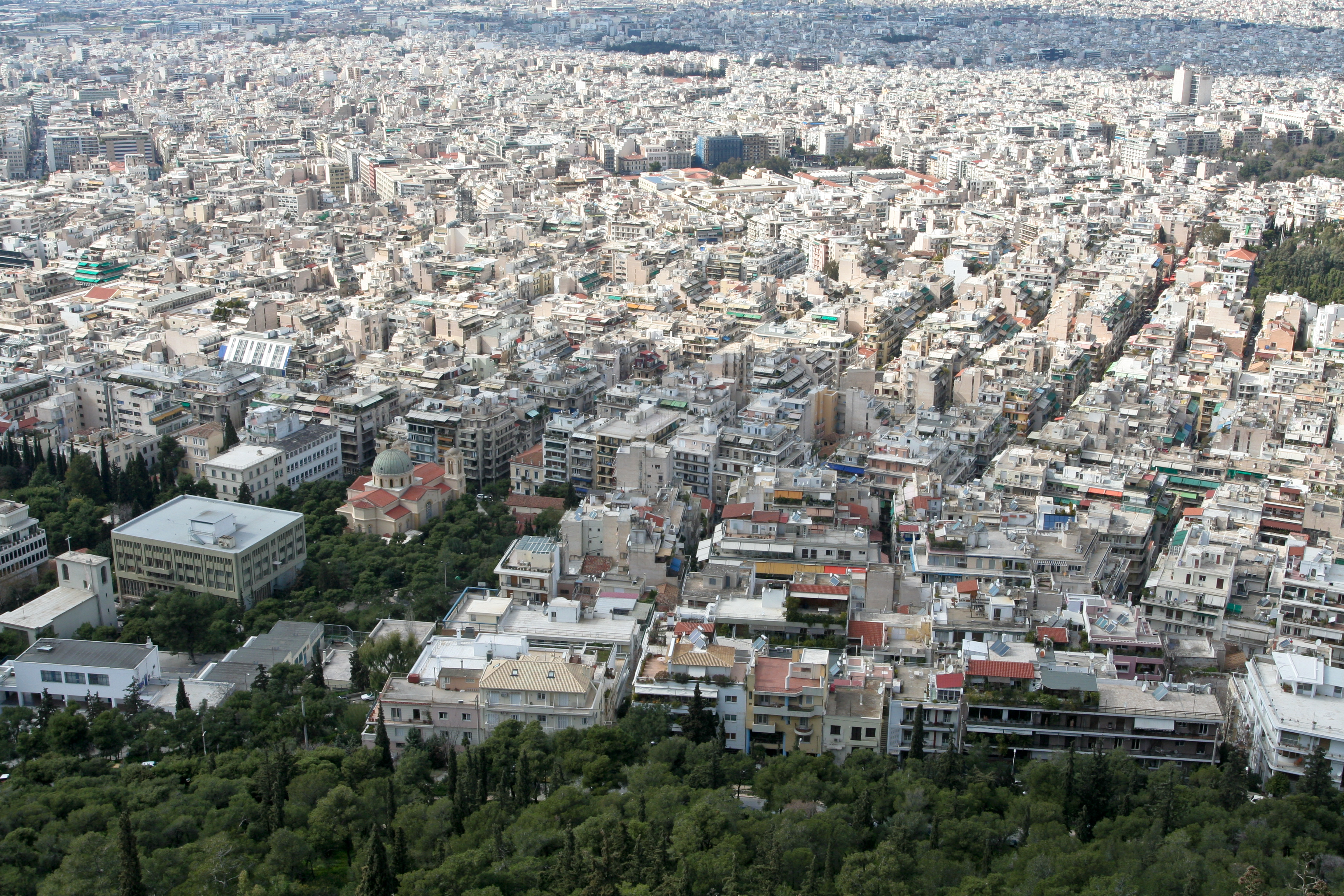
Vista d'Exàrkhia des del Mont Licabet
Un grafiti anticapitalista a Exàrkhia